# Walk (песня Kwabs)
«Walk» — дебютный сингл британского певца Kwabs. Песня была выпущена 26 сентября 2014 года на Atlantic Records в Великобритании, став незначительным хитом. Однако песня стала чрезвычайно популярна в Германии, достигнув номера один в январе 2015 года. В Австрии и Швейцарии песня достигла пяти верхних позиций. Песня также показана на EA Sports, и в компьютерной игре Fifa 15.

## Список композиций
| №  | Название | Длительность |
| -- | -------- | ------------ |
| 1. | «Walk»   | 3:34         |

| №  | Название | Длительность |
| -- | -------- | ------------ |
| 1. | «Walk»   | 3:34         |
| 2. | «Saved»  | 3:56         |

| №  | Название                 | Длительность |
| -- | ------------------------ | ------------ |
| 1. | «Walk» (feat. Fetty Wap) | 3:46         |

## Walk EP
3 октября 2014 года Kwabs также выпустил EP на Atlantic Records. В него вошли следующие треки:
| №  | Название                                                   | Длительность |
| -- | ---------------------------------------------------------- | ------------ |
| 1. | «Walk»                                                     | 3:34         |
| 2. | «Saved»                                                    | 3:56         |
| 3. | «Walk» (Jaded Remix) (featuring Jaded)                     | 5:30         |
| 4. | «Walk» (Royce Wood Junior Remix) (feat. Royce Wood Junior) | 3:44         |

## Чарты и сертификации

### Недельные чарты
| Чарт (2014–15)                             | Лучшая позиция |
| ------------------------------------------ | -------------- |
| Австрия (Ö3 Austria Top 40)                | 3              |
| Бельгия/Фландрия (Ultratip Bubbling Under) | 3              |
| Бельгия/Валлония (Ultratip Bubbling Under) | 9              |
| Чехия (Rádio — Top 100)                    | 2              |
| Чехия (Singles Digitál Top 100)            | 67             |
| Финляндия (Suomen virallinen lista)        | 17             |
| Германия (GfK)                             | 1              |
| Greece Digital Songs (Billboard)           | 3              |
| Венгрия (Rádiós Top 40)                    | 1              |
| Венгрия (Dance Top 40)                     | 24             |
| Венгрия (Single Top 40)                    | 8              |
| Нидерланды (Single Top 100)                | 98             |
| Норвегия (VG-lista)                        | 12             |
| Польша (Polish Airplay Top 100)            | 2              |
| Румыния (Romanian Radio Airplay)           | 1              |
| Словакия (Rádio — Top 100)                 | 9              |
| Словакия (Singles Digitál Top 100)         | 62             |
| Slovenia (SloTop50)                        | 17             |
| Швейцария (Schweizer Hitparade)            | 4              |

### Годовые чарты
| Чарт (2015)                      | Позиция |
| -------------------------------- | ------- |
| Germany (Official German Charts) | 45      |
| Poland (ZPAV)                    | 18      |
| Slovenia (SloTop50)              | 49      |

### Сертификации
| Регион | Сертификация | Продажи |
| --- | ------------ | ------- |
| Австрия (IFPI Austria)                                                                                                   | Золотой      | 15 000* |
| Германия (BVMI) | Платиновый   | 400 000 |
| Швейцария (IFPI Switzerland)                                                                                             | Золотой      | 15 000  |
| * Данные о продажах приведены только на основе сертификации. ^ Данные о тиражах приведены только на основе сертификации. |              |         |